# Willibald Kirbes
Willibald Kirbes (* 29. Juni 1902; † 3. Februar 1990) war ein österreichischer Fußball-Nationalspieler.

## Karriere
Der Flügelstürmer kam vom unterklassigen Verein Freiheit 14 zu Rapid und bestritt seine ersten Spiele in der Ersten Klasse in der Saison 1922/23, in der der Klub auch österreichischer Meister wurde, einen Stammplatz im Team hatte er allerdings erst ab 1925. Seinen ersten Titel als Hauptbeteiligter gewann Willibald Kirbes mit dem ÖFB-Cup 1927, bei dem er im Finale gegen den Bezirksrivalen Austria beim 3:0 auch selbst ein Tor beisteuerte. Im anschließenden Mitropapokal 1928 erreichten die Hütteldorfer das Endspiel. Gegen Ferencváros setzte es im Hinspiel allerdings ein 1:7, im Rückspiel schoss Willibald Kirbis zwar schnell mit einem Doppelpack Rapid 2:0 in Front, der 5:3-Sieg war aber letztlich zu wenig für den Titel. Dank seiner guten Leistungen debütierte der Flügelstürmer am 6. Mai 1928 unter Hugo Meisl beim Spiel gegen den großen Erzrivalen Ungarn in Budapest für die österreichische Nationalmannschaft. Dem Team gelang es, einen 2:5-Rückstand in den letzten Minuten noch auf 5:5 auszugleichen, auch Kirbes war als Torschütze beteiligt, dennoch blieb es seine einzige Teamberufung.  
In der Saison 1928/29 wurde Rapid Meister vor der Admira, im Cupendspiel gab es ein knappes 2:3 gegen die Vienna, trotz Kirbes-Tor. Auch im Mitropacup war im Halbfinale Schluss. Doch Willibald Kirbes erhielt mit seinem Team noch einmal eine Chance. Als österreichischer Meister der Saison 1929/30 spielte man sich erneut bis ins Endspiel des Mitropapokals 1930. Ein 2:0 auswärts gegen Sparta Prag legte den Grundstein, ein 2:3 auf der Hohen Warte bedeutete den Mitropacupsieg, den wohl größten Erfolg in Kirbes Karriere, wie auch der Rapid-Geschichte. 1932 ging der Flügelstürmer schließlich zum Zweitligaaufsteiger, dem Ottakringer Bezirksklub FC Libertas Wien, den er durch seine fünf Erstligajahre begleitete. Seine Karriere beendete er beim Polizei SV Wien. Er wurde am Hietzinger Friedhof bestattet.

## Erfolge
- 1 × Mitropacupsieger: 1930
- 1 × Mitropacupfinalist: 1928

- 3 × Österreichischer Meister: 1923, 1929, 1930
- 1 × Österreichischer Vizemeister: 1928
- 1 × Österreichischer Cupsieger: 1927
- 1 × Österreichischer Cupfinalist: 1928

- 1 Länderspiel für die österreichische Fußballnationalmannschaft 1928